# Mandrillus sphinx
Il mandrillo (Mandrillus sphinx Linneo, 1758) è un primate della famiglia Cercopithecidae, le così dette "scimmie del Vecchio Mondo". È una delle due specie assegnate al genere Mandrillus, insieme al drillo (M. leucophaeus). Sia il mandrillo che il drillo erano una volta classificati come babbuini all'interno del genere Papio, ma ora sono classificati all'interno di un proprio genere, Mandrillus. Questa classificazione era dettata dal loro aspetto esteriore, per l'appunto simile a quello dei babbuini, quando in realtà questi animali sono più strettamente imparentati con i cercocebi, del genere Cercocebus. I mandrilli sono originari dell'Africa centro-occidentale, ed il loro areale comprende il sud del Camerun, Gabon, Guinea Equatoriale e Congo. I mandrilli vivono principalmente nella foresta pluviale tropicale, in grandi gruppi o "truppe". I mandrilli hanno una dieta onnivora composta principalmente da frutta e insetti. La stagione riproduttiva raggiunge il picco da luglio a settembre, con un corrispondente picco di nascita da dicembre ad aprile.
I mandrilli sono le scimmie non-antropomorfe più grandi del mondo, nonché le più colorate. Questo animale è classificato come Vulnerabile, dalla IUCN.

## Descrizione

Cranio di mandrillo maschio

Il mandrillo è uno dei mammiferi più sessualmente dimorfici conosciuti, per via della selezione sessuale esercitata dalle femmine che favoriscono i maschi più grandi e colorati. I maschi pesano tipicamente 19-37 kg (42-82 libbre), con una massa media di 32,3 kg (71 libbre). Le femmine pesano circa la metà del maschio, con un peso di 10-15 kg (22-33 libbre) ed una media di 12,4 kg (27 libbre). I maschi eccezionalmente grandi possono pesare fino a 54 kg (119 libbre), con segnalazioni non confermate di mandrilli fuori misura e del peso di 60 kg (130 libbre) secondo il Guinness dei primati. Il mandrillo è la scimmia non-antropomorfa vivente più pesante conosciuta, superando in peso anche i più grandi babbuini, come il babbuino nero e il babbuino verde, anche tenendo conto dell'estremo dimorfismo sessuale di questi primati, sebbene il mandrillo sia in media più corto (in lunghezza) e più basso (altezza al garrese) rispetto a queste specie. In media i maschi sono lunghi 75-95 centimetri (30-37 pollici), mentre le femmine possono raggiungere anche 55-66 centimetri (22-26 pollici) di lunghezza, con la corta coda che aggiunge altri 5-10 centimetri (2-4 pollici). L'altezza al garrese, quando poggiano su tutte a quattro le zampe, può variare da 45 a 50 centimetri (18–20 pollici) nelle femmine, e da 55 a 65 centimetri (22–26 pollici) nei maschi. Rispetto ai babbuini, il mandrillo ha una struttura corporea più scimmiesca, con una corporatura muscolosa e compatta, arti più corti e robusti, con braccia più lunghe delle gambe, e la quasi totale assenza di coda. La testa del maschio è di dimensioni eccezionali rispetto al corpo. Inoltre, i maschi hanno canini più lunghi delle femmine, che nei maschi possono arrivare fino a 6,35 centimetri (2,50 pollici) mentre nelle femmine raggiungono appena 1 centimetro.
In cattività i mandrilli possono vivere fino a 31 anni. Le femmine raggiungono la maturità sessuale a circa 3,5 anni.

### Colorazione

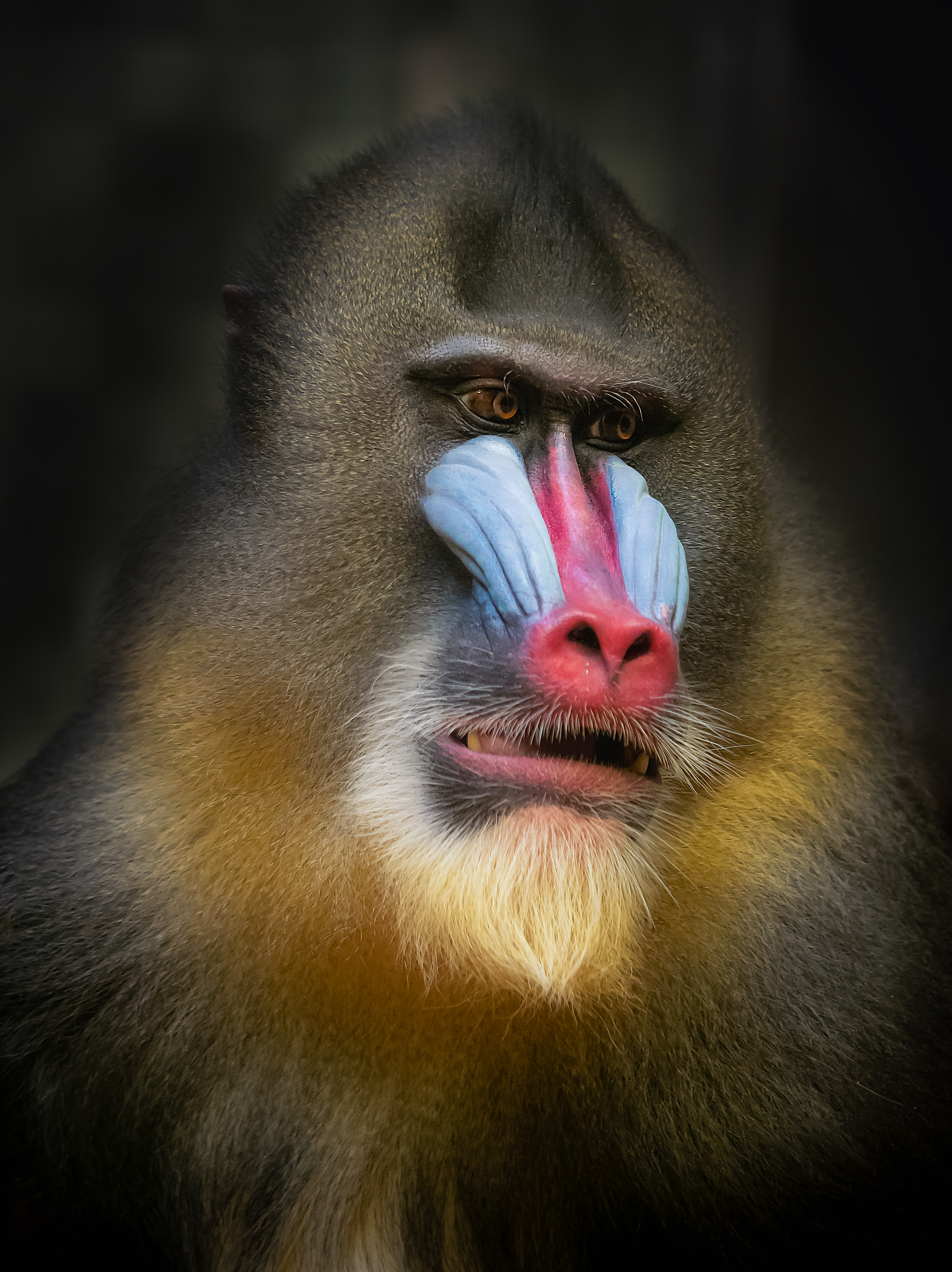
Primo piano del volto di un mandrillo maschio, al Zoologischer Garten Berlin

Il mandrillo è una scimmia assai variopinta: sul dorso il pelo è bruno scuro, con sfumature verde oliva, sul petto invece è giallastro, sul ventre diviene di consistenza ovattata ed è di colore biancastro, mentre sui fianchi è presente una fascia divisoria fra il pelo del dorso e del ventre, di colore bruno chiaro. In tutto il corpo il pelame è un po' ruvido e ispido. Dietro le orecchie si nota una macchia glabra bianca, mentre il naso arde d'un rosso cinabro ed i rigonfiamenti delle guance splendono di un blu fiordaliso: i solchi, che dividono questi rigonfiamenti, appaiono di color nero. Le orecchie piccole e quasi celate dal pelo sono chiare, giallo-biancastre. Una mascherina nera incornicia gli occhi bruni, una barba giallo limone orna il mento. Le aree intorno ai genitali e all'ano variano da individuo, potendo essere rosse, rosa, blu, scarlatte o viola. Presentano anche callosità ischiatiche rosa pallido. La colorazione dell'animale è più pronunciata nei maschi adulti dominanti. Entrambi i sessi hanno ghiandole toraciche, che vengono utilizzate nella comunicazione olfattiva. Anche queste sono più prominenti nei maschi adulti dominanti.
I mandrilli sono noti per i loro colori accesi, inusuali per gli standard dei mammiferi. Nel suo The Descent of Man, Charles Darwin scrisse: "nessun altro membro nell'intera classe dei mammiferi ha colori così straordinari come il mandrillo maschio adulto". I colori vivaci dei mandrilli non sono infatti prodotti convenzionalmente (nessun mammifero è noto per avere pigmenti rossi e blu), essendo derivati dalla diffrazione della luce nelle fibre di collagene del viso.

## Distribuzione
L'areale dei mandrilli comprende principalmente l'Africa occidentale, soprattutto le foreste vergini del Camerun meridionale, Guinea Equatoriale, Congo e Gabon. Il loro areale può includere anche la Nigeria. La loro distribuzione è delimitata dal fiume Sanaga a nord e dai fiumi Ogooué e White a est. Ricerche recenti suggeriscono che le popolazioni di mandrilli a nord e a sud del fiume Ogooué sono così geneticamente diverse da poter essere considerate sottospecie separate. I mandrilli vivono nelle foreste pluviali tropicali. Vivono anche nelle foreste a galleria adiacenti alle savane, così come nelle foreste rocciose, nelle foreste ripariali, nelle aree coltivate, nelle foreste allagate ed i letti di ruscelli. Talvolta, le truppe di mandrilli attraversano anche aree erbose all'interno dei loro habitat forestali.

## Biologia

### Comportamento

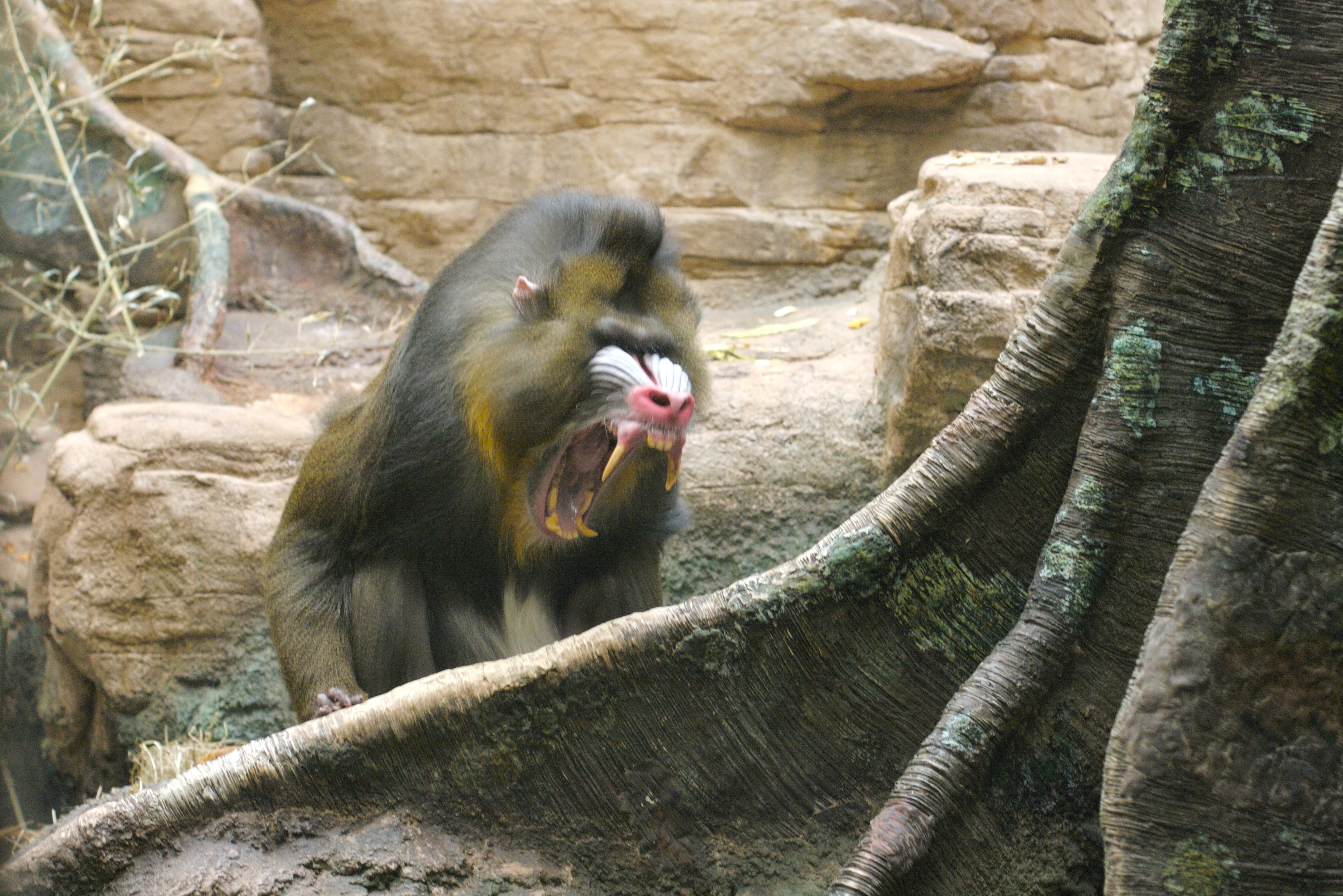
Un maschio in cattività mentre sbadiglia: notare i lunghi denti, ottimi come arma di offesa. Lo sbadiglio è un tipico segnale di minaccia fra molte scimmie.

I mandrilli vivono in gruppi molto grandi e stabili, chiamati "truppe" o "orde". Un'orda può contare centinaia di mandrilli, con una media di circa 615 individui ed un massimo di 845. Tuttavia, è difficile stimare con precisione le dimensioni di un'orda nella foresta; pertanto gli studiosi, solitamente, filmano questi gruppi quando attraversano un passaggio libero dagli alberi tra due macchie di foresta o attraversano una strada, come metodo per stimare il numero totale del gruppo. La più grande orda accertata osservata in questo modo era composta da oltre 1.300 individui, nel Parco nazionale di Lopé in Gabon, rappresentando la più grande aggregazione di primati non-umani mai registrata. In natura, i maschi si disperdono e solo le femmine rimangono all'interno del loro gruppo di nascita. Ciò avvantaggia le femmine, che stabiliscono forti relazioni con i loro parenti che possono fornire supporto durante i conflitti, una prole migliore e una vita più lunga. Queste orde sono formate da un maschio dominante, da femmine adulte e dalla loro prole. I maschi hanno uno stile di vita solitario e rientrano nelle orde solo quando le femmine sono ricettive all'accoppiamento, periodo che dura tre mesi all'anno. Non si sa se i maschi solitari formino gruppi di soli maschi. Il maschio dominante ha il compito di proteggere le femmine ed i cuccioli con grande temerarietà e, se adirato, può trasformarsi in un terribile avversario. Eppure sorprende l'elevato numero di mandrilli che gli indigeni riescono ad uccidere. Forse la ragione per cui gli indigeni continuano a diffondere le vecchie storie terrificanti sui mandrilli ha lo scopo di aumentare il valore della preda agli occhi dell'acquirente.
I mandrilli sono per lo più terrestri, sebbene siano comunque più arboricoli dei babbuini, e si nutrono anche in cima agli alberi. Quando a terra, i mandrilli si muovono con un'andatura quadrupede plantigrada (poggiando completamente la pianta dei piedi al terreno, e camminando sui palmi delle mani o, talvolta, sulle nocche). Quando sono sugli alberi, invece, si muovono spesso con salti laterali. I mandrilli sono per lo più diurni, rimanendo attivi dalla mattina alla sera. Dormono sugli alberi in un luogo diverso ogni notte. Sono stati osservati dei mandrilli fare uso di strumenti; in cattività, i mandrilli sono stati osservati usare dei bastoncini per pulirsi.

### Alimentazione

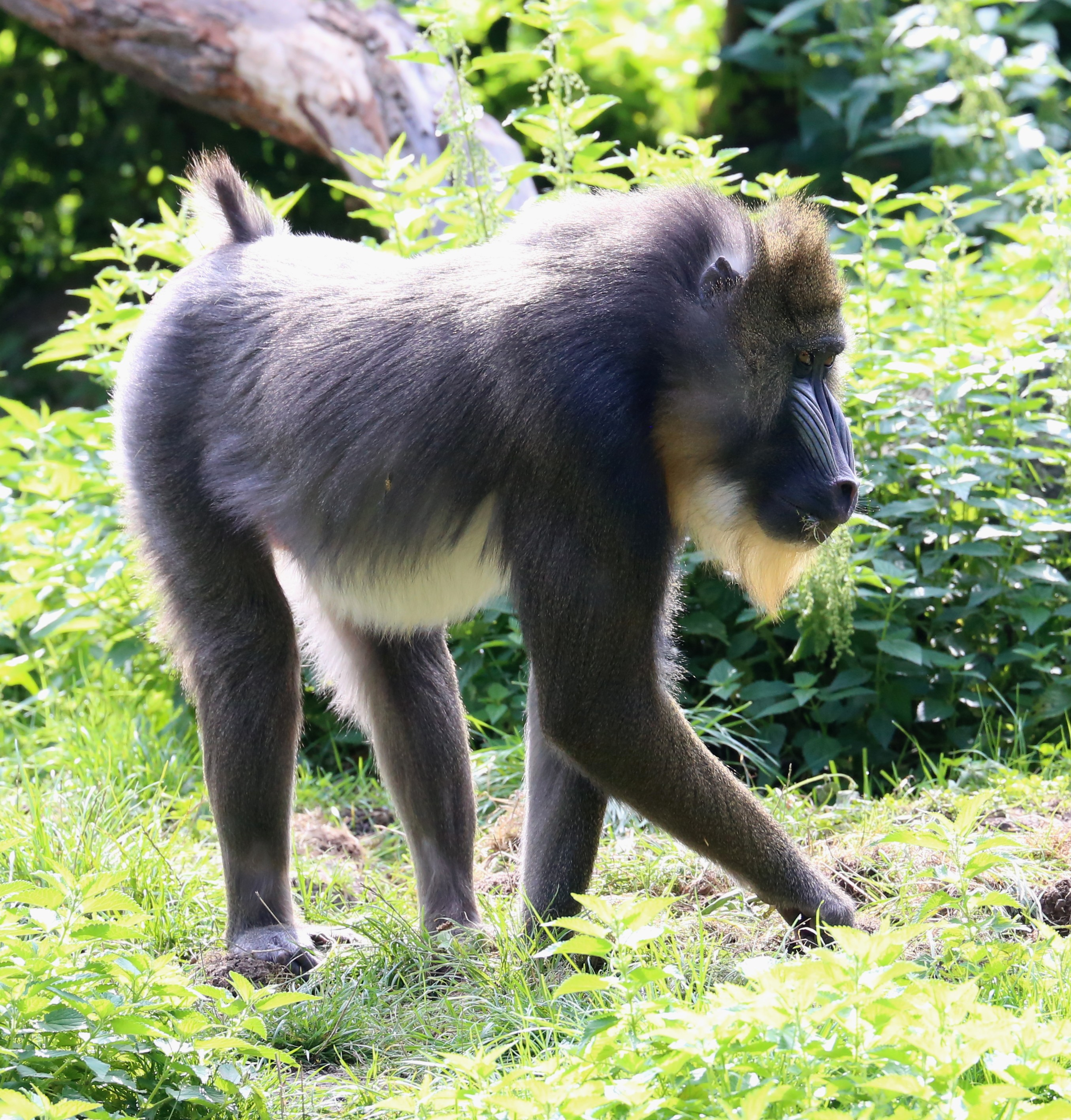
Un esemplare allo zoo di Augusta

Il mandrillo è un onnivoro, la cui dieta si compone principalmente di piante, di cui consuma oltre un centinaio di specie. La sua dieta si compone di frutta, ma anche di foglie, liane, cortecce, steli e fibre vegetali. Possono anche cibarsi di funghi e terriccio. Oltre ai vegetali, il mandrillo integra nella sua dieta anche piccoli animali, principalmente invertebrati, in particolare mantidi, formiche, coleotteri, termiti, cavallette, grilli, lumache, ragni e scorpioni, sebbene possano nutrirsi anche di uova e persino vertebrati come uccelli, rane, lucertole, tartarughe, ratti e topi. In alcune occasioni, i mandrilli (soprattutto grossi maschi solitari) sono stati osservati cacciare attivamente e nutrirsi di esemplari adulti di cefalofo baio e altre piccole antilopi. Questo comportamento, tuttavia, sembra essere limitato ai periodi della stagione secca, quando vi è poco disponibilità di piante e frutta. Le prede di grandi dimensioni vengono probabilmente uccise con un morso alla nuca con i lunghi canini. Uno studio sulla dieta di questi animali ha rilevato che la dieta del mandrillo è composta da frutta (50,7%), semi (26,0%), foglie (8,2%), midollo (6,8%), fiori (2,7%) e alimenti animali (4,1%), con altri alimenti che compongono il restante (1,4%).
Nei luoghi dove i mandrilli sono piuttosto comuni, è abbastanza frequente che sconfinino dalla foresta per nutrirsi nelle piantagioni, causando danni anche ingenti: in questi luoghi, la gente non ha generalmente una buona considerazione dei mandrilli, considerandoli dannosi e cacciandoli con cani, reti o fucili, per poi venderne la carne ai mercati sotto forma di bushmeat.

### Riproduzione

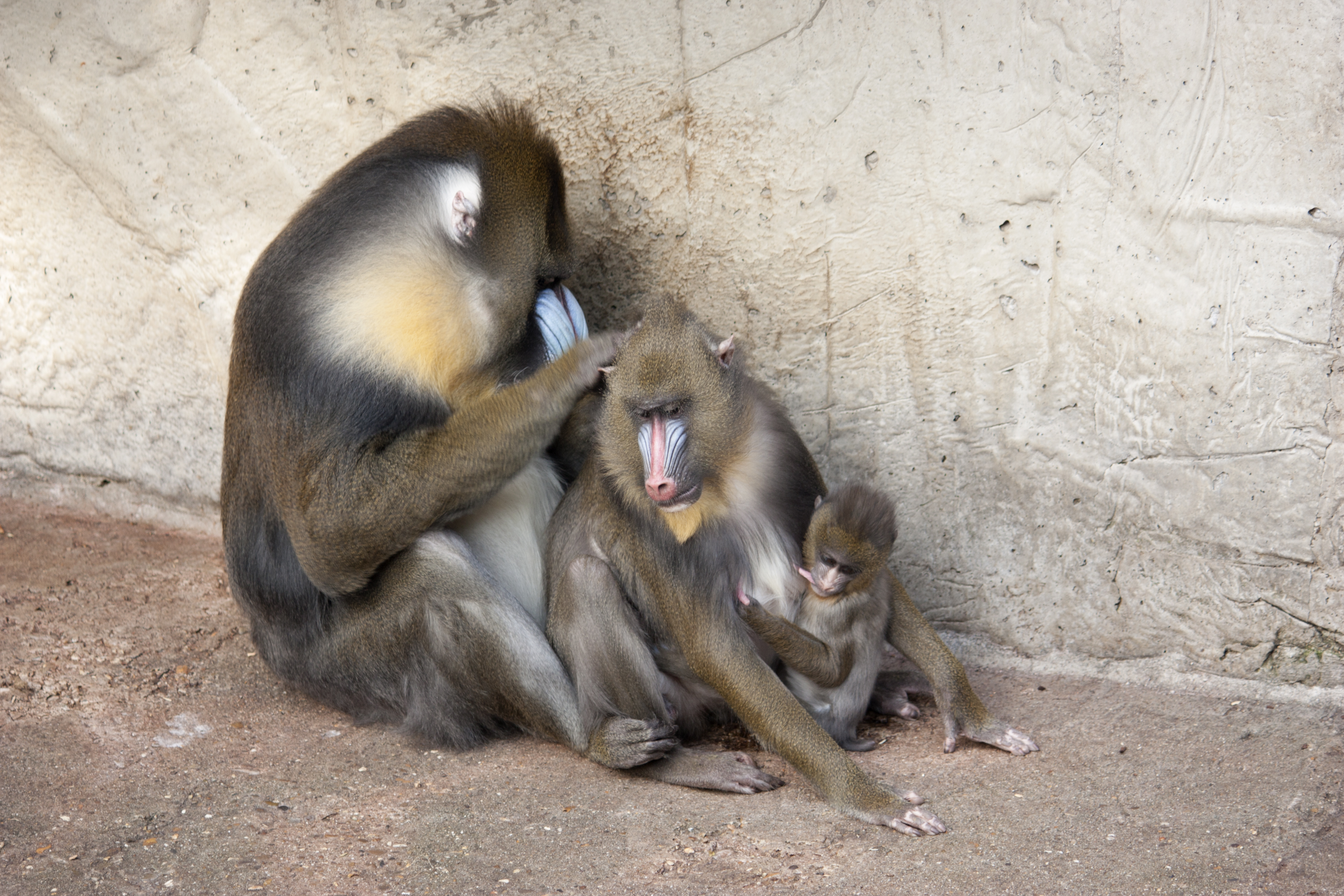
Una famiglia di mandrilli, all'Artis Royal Zoo, Amsterdam

La stagione degli amori per i mandrilli va da giugno ad ottobre; in questo periodo le femmine presentano i tipici gonfiori sessuali, presenti in molte specie di primati. Questi animali si riproducono ogni due anni. L'accoppiamento è preceduto da una corte serrata, nella quale il maschio segue la femmina emettendo continuamente suoni simili a grugniti e digrignando i denti, fino a quando essa non capitola. Il segnale di disposizione all'accoppiamento da parte della femmina consiste nel mostrare il posteriore al maschio, che a questo punto la monta. In questo periodo i maschi adulti possono assumere due forme differenti: i maschi dominanti, dai colori vivaci e più robusti, ed i maschi subordinati, più pallidi e gracili. Entrambe le due categorie di maschi si accoppiano, ma solo i maschi dominanti possono generare prole. Quando i maschi si riuniscono per accoppiarsi con le femmina, è inevitabile che si creino degli scontri per il diritto all'accoppiamento, che si traducono con l'attestarsi di un singolo maschio dominante. Sebbene gli scontri fisici siano rari, possono essere mortali. Guadagnare lo status di maschio dominante si traduce in un "aumento del volume testicolare, l'arrossamento della pelle sul viso e sui genitali e una maggiore secrezione della ghiandola cutanea sternale". Quando, invece, un maschio perde lo status di dominante, accade il contrario, sebbene i rigonfiamenti blu sulle guance rimangano brillanti. Segue anche un calo nel suo successo riproduttivo. Questo effetto è graduale e si verifica nell'arco di vari anni. Quando i maschi subordinati difendono una femmina, la competizione tra loro consente ai maschi dominanti di avere maggiori possibilità di generare prole, poiché i maschi subordinati sono più numerosi dei dominanti, in un rapporto di 21 a 1. Anche tra le femmine esiste una dominanza gerarchica, in cui il successo riproduttivo si manifesta in intervalli tra un parto e l'altro più brevi e iniziando a riprodursi in età precoce.

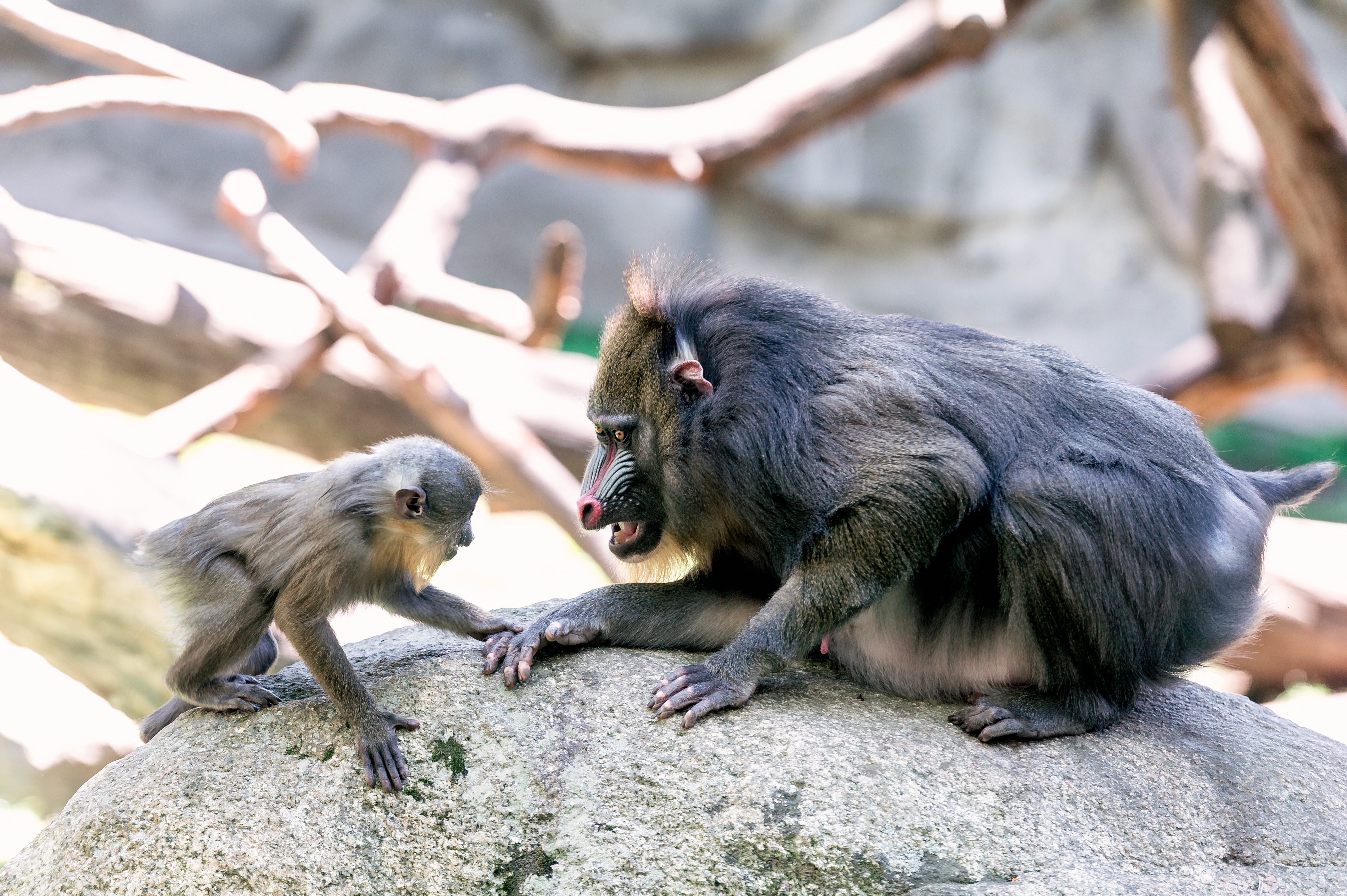
Una femmina che gioca con il suo cucciolo, al Southwick's Zoo, Mendon

Le femmine tendono ad accoppiarsi in modo tale che il termine della gestazione avvenga fra gennaio e maggio. La maggior parte delle nascite, in Gabon, si verifica durante la stagione delle piogge, da gennaio a marzo, e la gestazione, solitamente, dura 175 giorni. In cattività, ogni nascita è separata da 405 giorni. I cuccioli, in numero di uno per parto, nascono con gli occhi aperti e già ricoperti da un rado pelo nero e pelle rosa, che cambierà colore intorno ai due mesi d'età. Le cure parentali sono fornite quasi unicamente dalle femmine e talvolta le femmine si occupano anche della prole delle compagne. Il cucciolo resta solitamente attaccato al ventre materno fino a quando non è in grado di seguire il gruppo da solo. La madre gioca col piccolo e stabilisce con lui un profondo legame affettivo, che fra femmine dura per tutta la vita, mentre coi maschi dura fino alla maturità sessuale, all'età di sei anni, quando il figlio è costretto ad allontanarsi dal gruppo.
In cattività la speranza di vita dei mandrilli si aggira attorno alla trentina d'anni.

### Predatori
I mandrilli sono predati principalmente dai leopardi. Anche l'aquila coronata ed il pitone delle rocce africano possono rappresentare una minaccia sia per gli esemplari adulti che per i giovani. Inoltre, possono essere morsi dai boomslang, quando si muovono sugli alberi e disturbano accidentalmente questi serpenti. Si pensa che la maggior parte dei predatori costituisca una minaccia principalmente per i giovani, con la probabilità di predazione in diminuzione nelle femmine adulte e in particolare nei maschi adulti, che non hanno praticamente alcun predatore naturale, al di fuori dei rari agguati dei leopardi. In uno studio in cui una truppa di mandrilli è stata esposta a stimoli relativi ai loro predatori naturali, solo il leopardo ha causato la fuga della maggior parte del gruppo sugli alberi. Tuttavia, è stato osservato che i grandi maschi dominanti, in risposta alla presenza di un leopardo rimangono fermamente sul posto, camminando avanti e indietro e scoprendo i denti, indicando generalmente la loro aggressività nel proteggere il gruppo in tali circostanze.

## Conservazione
Il mandrillo è considerata una specie Vulnerabile secondo la Lista Rossa IUCN, a causa della deforestazione e della distruzione del suo habitat. Tuttavia, la caccia per la carne per il mercato della bushmeat è forse il pericolo maggiore per questi animali. I mandrilli sono particolarmente minacciati nella Repubblica del Congo. Tuttavia, alcuni individui allevati in cattività e negli zoo sono stati reintrodotti con successo in natura.

## Nella cultura di massa
Generalmente, l'immagine del mandrillo all'occhio del profano è quella di una creatura rozza, stupida e sessuomane: non a caso, ai libidinosi si suole dire "Sei proprio un mandrillo!". Questa credenza popolare deriva dallo scarsissimo arredamento delle gabbie nei giardini zoologici di vecchia concezione, dove i mandrilli, abituati al folto della foresta vergine, soffrivano fortemente la prigionia, dimostrandosi di salute cagionevole e sempre malinconici, restandosene accoccolati in uno stato catatonico, somigliando a dei gargoyle. Non a caso Brehm definisce questi animali "caricature del diavolo, allegorie del vizio, mostri demoniaci, creature veramente ripugnanti".
Il leoncino bianco Kimba, protagonista dell'omonimo manga di Tezuka, ha come amico e consigliere il mandrillo Mandy.
Il saggio Rafiki del film Il re leone e nei successivi Il re leone II - Il regno di Simba, Il re leone 3 - Hakuna Matata è un mandrillo, sebbene presenti una coda da babbuino, che i mandrilli non possiedono.
Un'orda di mandrilli compare nel film Jumanji: The Next Level.